# Șimleu Silvaniei
Șimleu Silvaniei (en húngaro: Szilágysomlyó) es una ciudad de Rumania en el distrito de Sălaj.

## Geografía
Se encuentra a una altitud de 205 m s. n. m. a 551 km de la capital, Bucarest.

## Demografía
Según estimación 2012 contaba con una población de 16 560 habitantes.
| 1948  | 1956  | 1966   | 1977   | 1992   | 2002   | 2012   |
| 7 931 | 8 560 | 12 324 | 14 575 | 17 642 | 16 066 | 16 560 |